# Velblod
Velblod (znanstveno ime Camelus) je rod sodoprstih kopitarjev iz družine kamel, v katerega uvrščamo dve danes živeči vrsti, enogrbo (Camelus dromedarius) in dvogrbo kamelo (Camelus bactrianus). Izvirata iz suhih predelov Azije, od koder so enogrbo kamelo uspešno naselili po vsej severni Afriki in v Avstralijo, dvogrba pa živi udomačena v vseh suhih predelih Azije od Turčije do vzhodne Kitajske. Od divjih populacij teh dveh vrst je ostalo le okoli 1000 osebkov dvogrbe kamele v puščavi Gobi, ki so skrajno ogroženi, enogrba kamela pa je danes izključno domača žival.

## Opis
Velblodi so najbolj prepoznavni po značilni grbi, kjer shranjujejo hranilne snovi v obliki maščob (in ne vode, kot je razširjeno mnenje). Fiziološko, anatomsko in vedenjsko so velblodi zelo dobro prilagojeni na sušne razmere. Njihov organizem lahko prenese mnogo bolj drastično dehidracijo in nihanje telesne temperature kot drugi sesalci, poleg tega pa zelo učinkovito zadržujejo vodo v telesu.
Razširjen izraz za obe vrsti velblodov je »kamela«, vendar je ta izraz ustreznejši za vse predstavnike družine kamel, kamor uvrščamo tudi lamo, alpako, gvanaka in vikunjo.
Velblodi povprečno doživijo starost med 40 in 50 let. Odrasel velblod doseže plečno višino okoli 185 cm, do vrha grbe pa okoli 215 cm. V diru dosežejo najvišjo hitrost do 65 km/h, vendar pa pri tej hitrosti ne morejo dolgo vztrajati. Običajno se na daljše razdalje premikajo v teku pri hitrosti okoli 40 km/h. Baktrijska dvogrba kamela doseže težo med 300 in 1000 kg, enogrba kamela pa med 300 in 600 kg.

## Udomačitev in uporaba
Večina danes živečih velblodov je udomačenih. V Severni Ameriki so bili velblodi skupaj z več drugimi velikimi živalskimi vrstami iztrebljeni v času selitve severnoameriških staroselcev iz Azije v Severno Ameriko, pred okoli 12.000 do 10.000 leti.
Danes je edina v naravi živeča neudomačena vrsta velblodov baktrijska dvogrba kamela, ki je razširjena v puščavi Gobi.
Velblod se je, podobno kot konj razširil v Azijo iz svoje matične domovine Severne Amerike preko Beringovega kopenskega mosta. Tam se je razširil, ljudje pa so jih nato tam udomačili in jih zanesli po celem svetu.
Najverjetneje so enogrbe velblode prvič udomačili v južni Arabiji okoli 3.000 let pr. n. št., v osrednji Aziji pa so baktrijsko dvogrbo kamelo udomačili okoli 2.500 let pr. n. št.
Od udomačitve enogrbe kamele so le-te nepogrešljivo transportno sredstvo v severni Afriki, ki jih je pričela izpodrivati šele uvedba motornih vozil v 19. stoletju.
Kamelje mleko je še danes glavni vir hrane nomadskih plemen v severni Afriki, užitno pa je tudi njihovo meso.

## Etimologija
Beseda velblod (stcslovan. velьbǫdъ) izvira iz gotske besede za kamelo ulbandus, ki je verjetno prek ljudskolatinske različice prevzeta iz starogrške besede elefas (oz. njenega rodilnika elefantos) za slona. Germanska in posledično slovanska ljudstva so poimenovanji obeh živali verjetno pomešala zato, ker so ju poznala le po pripovedovanjih. Goti naj bi besedo prevzeli v 4. stoletju na območju spodnjega Podonavja in jo od tam tudi posredovali Slovanom. Praslovanska oblika se je prvotno morda glasila **vъlbǫdъ, a ker vsi slovanski jeziki v prvem zlogu izhajajo iz oblike *vel-, je možno, da je bila beseda že v praslovanski dobi ljudskoetimološko naslonjena na pridevnik *velijь 'velik'.